# Phéophytine a
La phéophytine a est un tétrapyrrole de la famille des chlorines correspondant à une molécule de chlorophylle a dépourvue de son cation central de magnésium Mg2+. Comme les autres phéophytines, elle intervient dans la photosynthèse comme premier transporteur d'électrons intermédiaire dans la chaîne respiratoire du photosystème II chez les plantes (PS II), et du centre réactionnel photosynthétique des bactéries pourpres (RC P870).